# Karpatská liga
Karpatská liga (zkráceně KL, anglicky: Carpathian League) byla profesionální východoevropská liga ledního hokeje, které se účastnily týmy z Maďarska, Polska, Chorvatska, Slovenska a Jugoslávie. Založena byla v roce 1997. Liga sloužila pro vzájemnou konfrontaci sil týmů ležících v Karpatech. Liga zanikla v roce 1998.
Jediným vítězem soutěže se stal tým Dunaújvárosi Acélbikák.

## Přehled celkových vítězů v Karpatské lize
Zdroj: 
| Klub                   | Tituly | Vítězné ročníky |
| ---------------------- | ------ | --------------- |
| Dunaújvárosi Acélbikák | 1      | 1997/98         |